# 佩珀米爾村 (馬里蘭州)
佩珀米爾村（英語：Peppermill Village）是位於美國馬里蘭州佐治王子縣的一個普查規定居民點。

## 人口
根據2020年美國人口普查的數據，佩珀米爾村的面積為1.94平方千米，當中陸地面積為1.94平方千米，而水域面積為0.00平方千米。當地共有人口5264人，而人口密度為每平方千米2,713.4人。